# Parakiefferiella
Parakiefferiella is een muggengeslacht uit de familie van de Dansmuggen (Chironomidae).

## Soorten
- P. bathophila (Kieffer, 1912)
- P. bathophilus (Kieffer, 1912)
- P. bilobata Tuiskunen, 1986
- P. coronata (Edwards, 1929)
- P. dentifera Wuelker, 1957
- P. fennica Tuiskunen, 1986
- P. finnmarkica Tuiskunen, 1986
- P. gracillima (Kieffer, 1922)
- P. gracillimus (Kieffer, 1924)
- P. gynocera (Edwards, 1937)
- P. minuta Tuiskunen, 1986
- P. nigra Brundin, 1949
- P. normandiana Moubayed-Breil & Langton, 2008
- P. pyrenaica Moubayed, 1991
- P. scandica Brundin, 1956
- P. smolandica (Brundin, 1947)
- P. subaterrima (Malloch, 1915)
- P. subaterrimus (Malloch, 1915)
- P. tenuilobata Caspers & Reiss, 1989
- P. triquetra (Pankratova, 1970)
- P. wuelkeri Moubayed, 1994